# Рамуш, Франсишку
Франси́шку Аугу́шту Не́ту Ра́муш (порт. Francisco Augusto Neto Ramos; родился 10 апреля 1995 года в Варзиме, Португалия) — португальский футболист, полузащитник. Участник Олимпийских игр 2016 года в Рио-де-Жанейро.

## Клубная карьера
Рамуш — воспитанник клубов «Варзим» и «Порту». 10 августа 2014 года в матче против «Оливейренсе» он дебютировал в Сегунда лиге. 7 декабря в поединке против столичного «Атлетико» Франсишку забил свой первый гол за дублёров «Порту». 20 января 2016 года в матче Кубка португальской лиги против «Фамаликана» он дебютировал за основной состав драконов, заменив во втором тайме Жанелли Имбюла. 12 марта в поединке против «Униан Мадейра» Рамуш дебютировал в Сангриш лиге, заменив во втором тайме Венсана Абубакара. В том же году он помог дублёрам выиграть Сегунда лигу.
Летом для получения игровой практики Рамуш перешёл в «Шавеш», но так и не дебютировал за команду и вернулся в «Порту». Летом 2017 года Франсишку присоединился к клубу «Витория Гимарайнш», а позднее играл за «Санта-Клару» и «Насьонал».
С 2023 по 2025 год защищал цвета польского клуба «Радомяк».

## Международная карьера
В 2014 году в составе юношеской сборной Португалии Рамуш стал серебряным призёром чемпионата Европы для юношей не старше 19 лет в Венгрии. На турнире он сыграл в матчах против команд Израиля, Венгрии, Сербии и Германии.
В 2015 году в составе молодёжной сборной Португалии Франсишку принял участие в молодёжном чемпионате мира в Новой Зеландии. На турнире он сыграл в матчах против команд Катара, Сенегала, Колумбии и Бразилии.
В 2016 году Рамуш в составе олимпийской сборной Португалии принял участие в Олимпийских играх в Рио-де-Жанейро. На турнире он сыграл в матчах против команд Аргентины, Гондураса, Алжира и Германии.
В 2017 году в составе молодёжной сборной Португалии Рамуш принял участие в молодёжном чемпионате Европы в Польше. На турнире он был запасным и на поле не вышел.